# Urim Publications
Urim Publications é uma editora independente israelense, com sede em Jerusalém e com um centro de distribuição no Brooklyn, em Nova York, premiada pelo Koret Jewish Book Award) e duas vezes finalista do The National Jewish Book Award.
Fundada em 1997 por Tzvi Mauer e Moshe Heller (proprietário e CEO da KTAV Publishing House), a Urim publica cerca de 15 livros por ano sobre o judaísmo e tópicos diversos de interesse dos judeus. Entre 2003 e 2011, distribuiu livros com o selo Devora Publishing.